# Medinilla robinsonii
Medinilla robinsonii är en tvåhjärtbladig växtart som beskrevs av Adolph Daniel Edward Elmer. Medinilla robinsonii ingår i släktet Medinilla och familjen Melastomataceae. Inga underarter finns listade i Catalogue of Life.